# Коседовский, Лешек
Ле́шек Ма́риан Коседо́вский (пол. Leszek Marian Kosedowski; 25 мая 1954, Сьрода-Слёнска) — польский боксёр полулёгкой весовой категории, выступал за сборную Польши во второй половине 1970-х годов. Бронзовый призёр летних Олимпийских игр в Монреале, победитель многих международных турниров и национальных первенств.

## Биография
Лешек Коседовский родился 25 мая 1954 года в городе Сьрода-Слёнска, Нижнесилезское воеводство. Рос в большой многодетной семье, после окончания школы учился в Техническом судостроительном училище в Гданьске и в Гданьском университете физической культуры, где получил степень магистра в области физического воспитания. Первого серьёзного успеха на ринге добился в 1974 году, когда в легчайшем весе выиграл чемпионат Польши по боксу (впоследствии повторил это достижение ещё три раза). Также в этом сезоне одержал победу на юниорском чемпионате Европы в Киеве, взяв верх над всеми своими соперниками в полулёгком весе. Благодаря череде удачных выступлений удостоился права защищать честь страны на летних Олимпийских играх 1976 года в Монреале, сумел дойти здесь до стадии полуфиналов, проиграв со счётом 0:5 немцу польского происхождения Рихарду Новаковскому.
Получив бронзовую олимпийскую медаль, Коседовский продолжал оставаться в основном составе национальной сборной, однако каких-либо выдающихся результатов уже не показывал. В 1978 году ездил на чемпионат мира в Белград, но выбыл из борьбы за медали уже после первого своего матча на турнире. Последнюю значимую победу в карьере одержал в 1980 году, когда в четвёртый раз выиграл первенство Польши среди боксёров-любителей. Вскоре после этих соревнований оставил спорт, всего в его послужном списке 220 боёв, из них 179 окончены победой, 8 — ничьей, 33 — поражением.
В настоящее время Лешек Коседовский вместе с семьёй проживает в Германии, в коммуне Гроскроценбург. У него есть жена Ева, дочь Полина и сын Себастьян. Его младшие братья Кшиштоф и Дариуш тоже были довольно известными боксёрами, первый представлял Польшу на Олимпийских играх 1980 года в Москве, второй пробовал силы среди профессионалов.